# Маржинальная торговля
Маржина́льная торго́вля (англ. margin trading) — проведение спекулятивных торговых операций с использованием денег и/или товаров, предоставляемых торговцу в кредит под залог оговоренной суммы — маржи́. От простого кредита маржинальный отличается тем, что получаемая сумма денег (или стоимость получаемого товара) обычно в несколько раз превышает размер залога (маржи). Например, за предоставление права заключить контракт на покупку или продажу 100 тысяч евро за доллары США брокер обычно требует в залог не более 2 тысяч долларов. Такое кредитование возможно потому, что целью операций при маржинальной торговле всегда является лишь получение разницы в ценах на один и тот же товар через некоторое время, а вовсе не потребление купленного. При этом поставки товара в адрес торговца никогда не происходит, что устраняет риски порчи или утраты товара.  Маржинальные операции обязательно предполагают «закрытие сделки», то есть выполнение парной контроперации относительно «открывающей» сделки — если первой была покупка товара за рубли, то через некоторое время обязательно будет продажа этого же товара за рубли, а не отчуждение или использование его иным способом. Это позволяет при выдаче маржинального кредита имеющиеся у трейдера средства трактовать как гарантию погашения возможного убытка от сделки, то есть в расчёт принимается размер возможного убытка, а не сама цена как таковая.
Маржинальная торговля позволяет торговцу увеличить объёмы операций при тех же капиталах. Кроме того, при маржинальной торговле обычно разрешено продавать взятый в кредит товар с предполагаемой последующей покупкой аналогичного товара и возврата кредита в натуральном (товарном) виде. Такая операция называется короткая позиция или продажа без покрытия (непокрытая продажа). Этот механизм обеспечивает возможность получать прибыль при падении цен (примеры приведены ниже).
Маржинальный принцип широко распространён в биржевой торговле любыми инструментами.

## Условия получения маржинального кредита
Маржинальная торговля предполагает осуществление операций с активами, полученными от брокера в кредит. Это могут быть как денежные средства, так и торгуемые товары: например, акции, срочные контракты. Маржинальное кредитование имеет свою специфику. Обычно оговариваются следующие условия:
- Получение кредита не требует предварительного согласования и специфичного оформления.
- Обеспечением кредита являются денежные средства и иные активы, размещенные на соответствующих счетах.
- В заём предоставляются активы из списка активов, с которыми могут совершаться маржинальные сделки.
- Кредиты в течение торговой сессии предоставляются бесплатно.
- Во многих случаях, например при торговле акциями, за предоставление кредита на срок более дня взимается вознаграждение. Обычно это оговоренный процент от суммы кредита или рыночной стоимости предоставляемых в кредит активов. Обычно ставка процента зависит от вида предоставленного в кредит актива и ориентирована на существующие процентные ставки аналогичных операций при «обычном» межбанковском кредитовании.

Размер маржинальных требований очень сильно зависит от ликвидности торгуемого товара. На валютном рынке маржа обычно составляет 0,5 — 2 %. В выходные дни она может подниматься до 5 — 10 %. В США, Великобритании, Германии маржа на фондовом рынке может составлять 20 — 50 %. В России для торговли некоторыми акциями для некоторых торговцев Федеральная служба по финансовым рынкам (до 2004 года её функции выполняла Федеральная комиссия по рынку ценных бумаг) разрешает маржу 25 — 50 % от суммы контракта (по состоянию на февраль 2007). Размер маржи может зависеть от направления первой сделки (покупка или продажа).
Регуляторные органы в кризисных ситуациях дополнительно ограничивают возможность проведения маржинальных операций. Для борьбы с паникой и слухами, охватившими Wall Street, Комиссия по ценным бумагам и биржам экстренно ограничила с 21 июля 2008 года «короткие» продажи бумаг 19 крупных финансовых компаний, а с 19 сентября 2008 года этот список расширился до 799 финансовых компаний. Управление по финансовому регулированию и надзору Великобритании (FSA) ввело временный запрет на «короткую продажу» акций на Лондонской фондовой бирже с 19 сентября 2008 года до 16 января 2009 года.
Федеральная служба по финансовым рынкам России 17 сентября 2008 года приостановила торги по всем ценным бумагам на российских фондовых биржах. В комментарии руководителя ФСФР России Владимира Миловидова этот шаг объясняется тем, что «брокеры продолжают заключать маржинальные сделки и открывать короткие позиции, еще больше дестабилизируя ситуацию».

## Альтернативные названия

### Торговля с кредитным плечом (кредитным рычагом)
Кредитное плечо (англ. Leverage) — соотношение между суммой залога и выделяемым под неё заёмным капиталом. Вместо указания размера маржи указывают размер плеча (рычага) в виде коэффициента, который показывает отношение суммы залога к размеру предоставляемого кредита. Например, маржинальные требования 20 % соответствуют плечу 1:5 (один к пяти), а маржинальные требования 1 % соответствуют плечу 1:100 (один к ста). В таком случае говорят, что торговец получает для торговли средств в 5 (или 100) раз больше, чем размер его залогового депозита.

### Торговля без поставки
Данный термин подчёркивает специфичную особенность этого вида операций, но не даёт представлений о реальных условиях торговли.

## Особенности маржинальной торговли
Маржинальная торговля всегда предполагает, что торговец обязательно через некоторое время проведет противоположную операцию на тот же объём товара. Если первой была покупка, то обязательно последует продажа. Если первой была продажа, то обязательно ожидается покупка. После первой операции (открытия позиции) торговец обычно лишен возможности свободного распоряжения купленным товаром или полученными от продажи средствами. Он также передает в качестве залога часть собственных средств в размере оговоренной маржи. Брокер внимательно следит за открытыми позициями и контролирует размер текущего результата исходя из цен встречных заявок, которые позволяют немедленно закрыть позицию. Если убыток достигает критического значения (например, половины маржи), брокер может обратиться к торговцу с предложением передать в залог дополнительные средства. Это обращение называют маржин-колл — от англ. Margin call (дословный перевод — требование о марже). Если средства не поступят, а убыток продолжит нарастать, брокер от своего имени принудительно закроет позицию.
В любой момент торговец может дать команду, противоположную первой, то есть закрыть позицию. Это может быть сделано непосредственно или в форме заранее подготовленного распоряжения (ордера) о выполнении действий при достижении цены указанного значения. Финансовый результат торговца определяет объём сделки и разница между ценой покупки и ценой продажи. После закрытия позиции высвобождается залоговая маржа, к которой прибавляют результат операции. Если результат положительный, торговец получит обратно средств больше на сумму прибыли, чем отдал в залог. При отрицательном результате убыток вычтут из залога и вернут лишь остаток. В самом плохом случае от залога ничего не останется.
Торговец не несёт никаких дополнительных финансовых обязательств перед брокером за полученный кредит, кроме предоставления маржи. Обычно брокер не может предъявить требования о предоставлении дополнительных средств на том основании, что позиция была закрыта с убытком, который превысил размер предоставленного залога. Такая ситуация может происходить при открытии нового торгового дня, когда торги начинаются с сильным отрывом от котировок предыдущего дня. В таком случае риск дополнительных убытков лежит на брокере. В этом принципиальное отличие маржинальной торговли от торговли с использованием обычного кредита. В этом маржинальная торговля похожа на азартную игру, где риск, как правило, ограничен размером ставки.
Чтобы иметь возможность проводить маржинальную торговлю, брокер обычно не предоставляет торговцу полного права собственности на торгуемые инструменты или требует оформления специального залогового договора. Торговец не должен иметь возможности препятствовать принудительному закрытию позиций брокером. Очень часто товар и/или выручка от продажи вообще не передаются в собственность торговца. Учитывается лишь его право дать распоряжение на покупку/продажу. Как правило, этого достаточно для сделок спекулятивного характера, когда торговца интересует не объект торговли, а лишь возможность заработать на разнице в цене. Такая торговля без реальной поставки сокращает накладные расходы спекулянта.
Для быстрого определения промежуточной прибыли обычно рассчитывается цена пункта — изменение результата при минимальном изменении котировки (на один пункт). Впоследствии цена пункта просто умножается на количество пунктов изменения котировки.

## Выгодность

### Для торговца
- Позволяет торговцу многократно увеличить объёмы операций без увеличения размера необходимого капитала.
- Позволяет торговцу проводить операции на капиталоёмких рынках даже без наличия собственных значительных денежных сумм.
- Обеспечивает техническую возможность получать прибыль при падении цен.

### Для брокера
- Дополнительные поступления в форме процентных платежей за пользование кредитом. Проценты по маржинальному кредиту часто значительно выше, чем проценты по банковским депозитам (брокеру выгоднее использовать средства для маржинального кредитования клиентов, чем размещать средства на банковских депозитах).
- Клиент делает операции на больший объём, что приводит к росту комиссионных брокера, в том числе в форме спреда у брокеров-маркетмейкеров.
- Брокер расширяет круг потенциальных клиентов за счёт снижения минимального порога капитала, достаточного для проведения сделок.

## Риски
Широкое использование маржинальной торговли увеличивает количество и суммы сделок на рынке. Это приводит к росту скорости изменения результата торговой операции, к росту рисков. Увеличение объёмов сделок влияет на характер рынка. Большое число хаотичных мелких сделок увеличивает ликвидность рынка, стабилизирует его. С другой стороны, если сделки происходят однонаправленно, они могут значительно увеличить ценовые колебания.
Использование кредитного плеча пропорционально увеличивает скорость получения дохода при движении цены в сторону открытой позиции. Однако при противоположном движении цены в точно такой же степени увеличивается скорость нарастания убытков. Это может приводить как к очень быстрому обогащению, так и к быстрой потере капитала. Для нахождения оптимальной величины используемого кредитного плеча нужно обращать внимание на среднюю волатильность котировок торгуемого инструмента. Чем выше волатильность, тем выше вероятность, что использование большого кредитного плеча может приводить к существенным потерям даже от случайных рыночных колебаний.

## Примеры

### Ожидается рост цены
Если ваших средств хватает на покупку 10 акций компании, то при маржинальной торговле брокер может принять ваши деньги в залог и позволить вам купить 20 акций. Это не означает, что каждая акция будет иметь цену в два раза ниже. Брокер выдаст кредит, достаточный для покупки 20 акций. Через некоторое время вы можете продать 20 акций по более высокой цене. После возврата кредита прибыль от операции с 20 акциями полностью принадлежит вам. 
Торговцев, играющих на повышении курса, называют «быками».

### Ожидается снижение цены
Вы предполагаете, что акции компании в ближайшее время подешевеют. Под залог оговоренной суммы вы берете у брокера кредит в форме 20 акций и продаете их по существующей сейчас цене. Если цена действительно упадёт, то через некоторое время вы купите 20 акций по более низкой стоимости и отдадите их брокеру. Вам останется разница между суммой, которую вы получите при продаже акций на первом этапе, и суммой, которую вы потратите на последующую их покупку. 
Торговцев, играющих на понижении курса, т. е. практикующих продажу без покрытия, называют «медведями».